# 簡牘

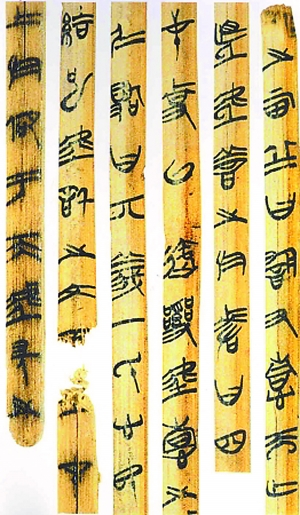
戦国楚竹簡（上海博物館蔵）

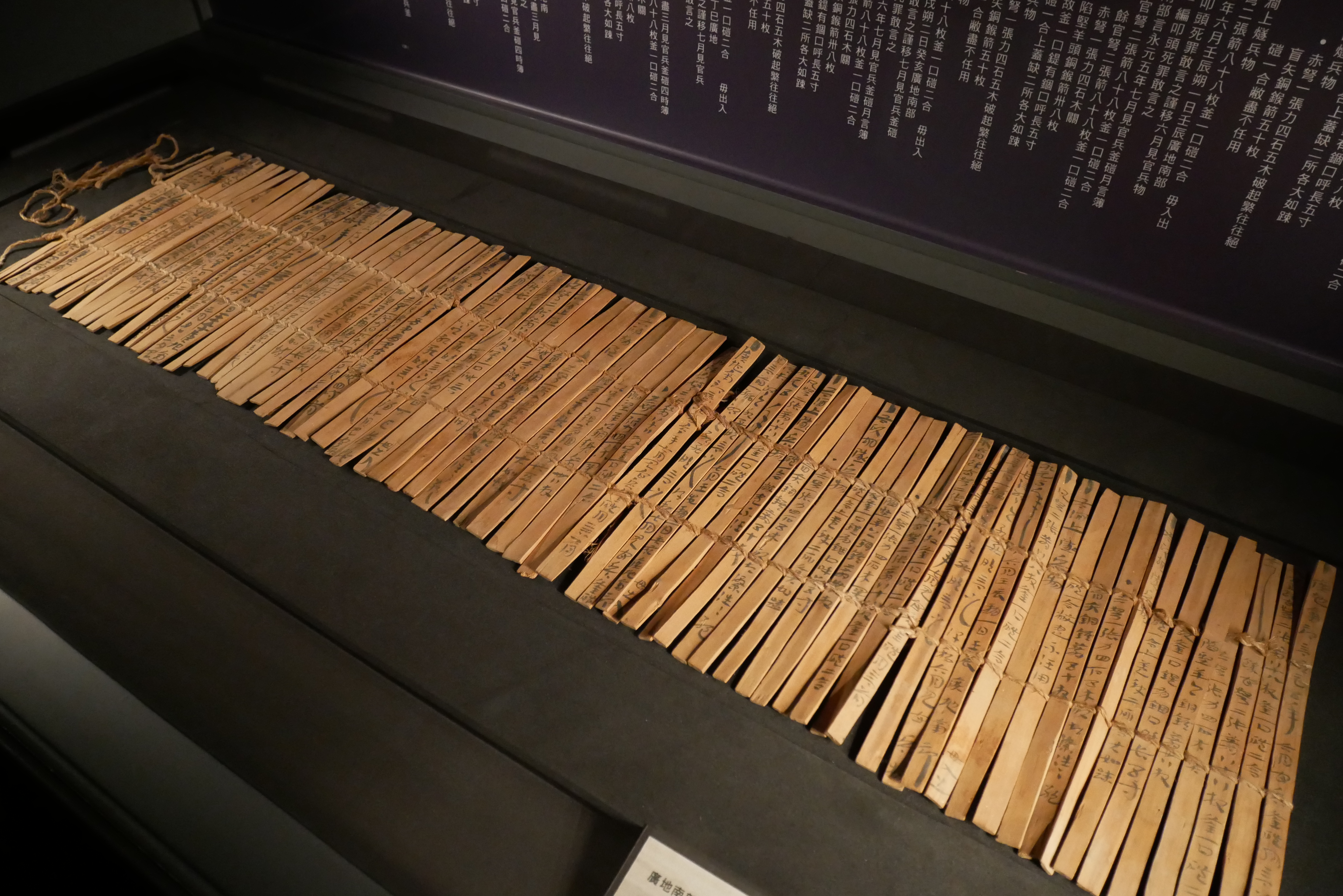
居延漢簡木簡（台湾中央研究院歴史語言研究所蔵）

簡牘 （かんどく、中国語: 简牍、英語: Bamboo and wooden slips）とは、おもに中国の古代に文字が書かれた竹片や木片のこと。このうち、竹製のものを竹簡と呼び、木製のものを木簡といい、総称して簡牘（「簡」）と呼ぶ。中国では木簡に比べて竹簡の数が多いため、竹簡を木簡も含む「簡牘」の意味でも使われるが、朝鮮や日本では竹簡はまれでほぼ木簡であるので、竹簡と木簡を厳密に区別して使う場合が多い。

## 概要
中国で紙が普及する以前は、記録媒体として竹簡が使われていた。現在発見されている竹簡は主に戦国時代、秦、漢、三国時代のもので、中原地方では遅くとも東晋、新疆地方では遅くとも唐の時代のもので、竹片を糸や牛革のロープで編んで本を作っていた。

## 参照項目
- 帛書 (絹)
- 漆紙文書
- パピルス
- 羊皮紙